# Droga wojewódzka nr 627
Droga wojewódzka nr 627 (DW627) – droga wojewódzka łącząca Ostrołękę z Sokołowem Podlaskim o długości 97 km.